# Hermann Weigert
Hermann Oskar Weigert (* 20. Oktober 1890 in Breslau; † 12. April 1955 in New York City) war ein deutscher Gesangspädagoge, Dirigent, Pianist und Bearbeiter.

## Leben
Hermann Weigert wurde als Sohn einer deutsch-jüdischen Familie geboren, sein Vater war der Kaufmann Alfred Weigert (1847–1896), die Mutter Olga Hamburger (1857–1926). Schon in seiner Kindheit fiel er durch seine hohe Musikalität auf. Nach dem Besuch des Breslauer Johannesgymnasiums studierte er in Berlin von 1909 bis 1911 am Stern’schen Konservatorium Dirigieren sowie Klavier bei Alexander von Fielitz.
Bereits 1911 debütierte er an einer Sommeroper in Altona, war dann von 1911 bis 1913 am Neuen Stadttheater Lübeck als Kapellmeister und Korrepetitor und von 1913 bis 1914 am Stadttheater Magdeburg als Chordirektor tätig.
1914 wurde Weigert als Assistent von Chordirektor Hugo Rüdel an die Berliner königliche Oper (ab 1919: Staatsoper) verpflichtet. 1915 bis 1918 Teilnahme am Ersten Weltkrieg in einer Sanitätseinheit. Danach Wiederaufnahme seiner Berliner Operntätigkeit: zunächst als Korrepetitor, dann zusätzlich als Leiter der Studienklasse und der Probendienste später auch als Dirigent von Aufführungen, vor allem an der Krolloper.
1924 erhielt er einen Lehrauftrag für Korrepetition an der Berliner Hochschule für Musik.
Den Lehrauftrag verlor er im Oktober 1932: rückwirkend zum 30. September 1932 wurde ihm und 7 weiteren Dozenten wegen notwendiger Einsparungen gekündigt, im Juni 1933 erfolgte die Kündigung an der Oper aus rassischen Gründen.
1934 verließ Weigert das nationalsozialistische Berlin und bekam nach erfolgloser Tätigkeit in Johannesburg (Südafrika) im gleichen Jahr eine Anstellung als Chefkorrepetitor für das deutsche Fach an der Metropolitan Opera in New York, wo er insbesondere als Kenner der Werke Richard Wagners hervortrat. Er arbeitete eng mit Kirsten Flagstad zusammen und lernte in New York 1939 die damals erst 21-jährige Sopranistin Astrid Varnay kennen, die er ausbildete und im 1944 heiratete. Nachdem er 1947 seine Tätigkeit an der Metropolitan Opera aufgegeben hatte, kehrte er gemeinsam mit seiner Frau ab Herbst 1948 regelmäßig nach Europa zurück und ebnete ihr die Karriere an den renommierten Bühnen Europas. So ab 1951 bei den Bayreuther Festspielen. Hier arbeitete Weigert zunächst als Berater der Festspielleitung und von 1952 bis 1954 als Musikalischer Assistent und Studienleiter.
Hermann Weigert dirigierte nach dem Krieg an verschiedenen Opernhäusern und Funkhäusern in Deutschland und nahm gemeinsam mit seiner Frau Astrid Varnay einige Schallplatten auf, u. a. Tristan und Isolde, Salome, Troubadour und Brünnhildens Schlussszene aus Götterdämmerung, die den Grand Prix du Disque erhielt. Auf einigen Liederabenden begleitete er seine Frau am Klavier.
Im Alter von 64 Jahren verstarb er in New York an einem Herzinfarkt.
Weigert war von 1919 bis 1923 in erster Ehe mit der Altistin Margarete Jäger (auch Jaeger-Weigert, * 25. Mai 1889, Berlin) verheiratet. 1923 heiratete er die Ballett-Tänzerin Margaret(h)e Levy (* 25. Januar 1897, Charlottenburg; † 12./15. Mai 1962 Malvern, Australien). Das Ehepaar hatte 2 Kinder: Hans Alfred (* 28. Januar 1924, Berlin; † 11. Mai 1998, Rochester) und Lilli (* 19. Januar 1929, Berlin). Die Trennung erfolgte 1934 in Johannesburg. Margarete und Lilli Weigert emigrierten 1949 von Südafrika nach Australien, wo die Tochter als Pianistin auftrat und erfolgreich als Ballett-Lehrerin arbeitete. Kurz nach seiner Ankunft in den Vereinigten Staaten, im Juni 1935,  heiratete Hermann Weigert die Sängerin Margot Dorothea Cohnreich (auch Colinreich, * 10. August 1910, Berlin). Mit Ibolyka Astrid Maria Varnay war er von Mai 1944 bis zu seinem Tod verheiratet.
Anfang Dezember 1941 nahm Weigert die amerikanische Staatsbürgerschaft an.
Seine Urne wurde im Fresh Pond Crematory and Columbarium in New York City neben derjenigen seines Schwiegervaters, des Tenors Alexander Varnay (1889–1924), beigesetzt.

## Werke
- Carl Maria von Weber: Euryanthe. Grosse romantische Oper in 3 Akten. Dichtung von Helmine von Chezy. Neubearbeitung von Hermann Weigert. Klavierauszug mit Text. Edition Adler, Berlin © 1932. 138 Seiten (E.A. 85)